# Universo (Lied)
Universo (spanisch für „Universum“) ist ein vom spanischen Sänger Blas Cantó geschriebener und interpretierter Popsong. Cantó hätte damit Spanien beim Eurovision Song Contest 2020 in Rotterdam vertreten sollen.

## Hintergrund
Cantó wurde im Oktober 2019 vom spanischen Rundfunk RTVE ausgewählt, Spanien beim kommenden Eurovision Song Contest zu vertreten. Nachdem der Sender in den vergangenen zwei Jahren auf eine öffentliche Auswahl mittels Operación Triunfo setzte, kehrte man zu einer internen Entscheidung zurück. Das Musikvideo wurde am 30. Januar 2020 veröffentlicht, während das Cover eine Woche zuvor erstmals gezeigt wurde. Am 31. Januar wurde das Lied digital veröffentlicht.
Der Beitrag wurde aus 50 Liedern ausgewählt. Er wurde von Cantó zusammen mit Dangelo Ortega, Ash Hicklin, Dan Hammond und Maciej Mikolaj Trybulec geschrieben. Die beiden letztgenannten führten die Produktion.

## Text und Musik
Das Lied ist in einem mittleren Tempo gehalten und dem Genre des Synthpop zuzuordnen. Laut Cantó habe er das Lied in einem Moment in seinem Leben geschrieben, in dem er seine Stimme aus Angst nicht erhoben hatte, dies jedoch im Nachhinein für falsch hielt. Daraufhin habe er das Universum um Vergebung gebeten.
Cantó wolle das Lied außerdem in weiteren Sprachen aufnehmen.

## Musikvideo
Das Musikvideo wurde auf Lanzarote und Teneriffa gedreht. Die Regie führte Cristian Velasco.

## Beim Eurovision Song Contest
Als Teil der sogenannten „Big Five“ wäre Spanien direkt für das Finale des Eurovision Song Contest qualifiziert gewesen, welches am 16. Mai 2020 hätte stattfinden sollen. Aufgrund der fortschreitenden COVID-19-Pandemie wurde der Wettbewerb jedoch abgesagt. Nicole Refsing sollte für den Auftritt die Choreografie entwerfen. Die Backgroundsänger wurden im März vorgestellt, bestehend aus Pedro Elipe, Héctor Artiles, Daira Monzón, Irene Risolia und Dángelo Ortega.